# Ellen Allien
Ellen Allien, nome d'arte di Ellen Fraatz (Berlino Ovest, 16 settembre 1968), è una musicista e produttrice discografica tedesca, fondatrice dell'etichetta discografica BPitch Control.
È residente a Berlino, Germania, ed è spesso impegnata in viaggi all'estero. Compone brani sia in inglese sia in tedesco. L'artista afferma che è la stessa Berlino riunificata, a cui dedicò il suo primo album Stadtkind (bambino della città), a darle l'ispirazione per la sua musica. È difficile attribuire uno stile preciso alle sue canzoni, poiché si rifanno a una miscela di musica techno ed elettronica, che si orienta verso la disco music e include talvolta anche influenze da altri stili.

## Biografia
- 1989, Ellen Allien visse per un anno a Londra dove ebbe il suo primo contatto con la musica elettronica. Al ritorno in Germania, la musica elettronica aveva raggiunto una notevole popolarità a Berlino.
- 1992, diventò DJ fissa presso Bunker, Tresor ed E-Werk. Nello stesso periodo iniziò il proprio show alla stazione radio Kiss-FM di Berlino e creò la propria etichetta discografica, chiamando entrambi "Braincandy". A causa delle discrepanze con le vendite discografiche, cedette Braincandy nel 1997 al posto di BPitch, organizzando eventi con lo stesso nome.
- 1999, Allien creò l'etichetta discografica "BPitch Control". Con la pubblicazione di "Sascha Funke" e "Tok Tok" l'etichetta guadagnò notevole successo.
- 2001, Allien pubblicò il suo primo album: "Stadtkind" (Bambino della città).
- 2003, collaborò con Apparat aka Sascha Ring per la realizzazione di "Berlinette".
- 2005, viene pubblicato l'album "Thrills."
- 2005, Allien registrò una sub-etichetta della BPitch per House and Techno minimal, chiamata "Memo Musik", primi artisti sono Ben Klock e Zander VT.
- 2006, viene pubblicato l'album "Orchestra of Bubbles" con Apparat.
- 2008 Allien pubblica l'album "Sool", in cui è molto forte l'influenza minimal.

## Discografia

### Album
- 2001 - Stadtkind (BPC021)
- 2003 - Berlinette (BPC065)
- 2004 - Remix Collection (BPC080)
- 2005 - Thrills (BPC106)
- 2006 - Orchestra of Bubbles (BPC125)
- 2008 - Sool (BPC175)
- 2010 - Dust (BPC217)
- 2013 - LISm (BPC264)
- 2017 – Nost (BPC330)
- 2019 - Alientronic (BPX001)
- 2020 - AurAA (BPX009)
- 2021 - Rosen

### EP e singoli
- 1995 - Ellen Allien EP (XAMP03)
- 1995 - Yellow Sky Vol. II (MFS7074-0)
- 1997 - Be Wild (BRAINCANDY002)
- 1997 - Rockt Krieger (BRAINCANDY003)
- 2000 - Last Kiss '99 (BPC008)
- 2000 - Dataromance (BPC013)
- 2001 - Dataromance (Remixes) (BPC029)
- 2001 - Stadtkind (Remixes) (BPC030)
- 2002 - Erdbeermund (BPC041)
- 2003 - Trash Scapes (Remixes) (BPC066)
- 2003 - Alles Sehen (Remixes) (BPC073)
- 2004 - Astral (BPC085)
- 2005 - Magma (BPC105)
- 2005 - Your Body Is My Body (BPC113)
- 2006 - Just A Man / Just A Woman (with Audion) (SPC36)
- 2006 - Down (Remixes) (BPC116)
- 2006 - Turbo Dreams (BPC124)
- 2006 - Way Out (Remixes) (BPC129)
- 2006 - Jet (Remixes) (BPC135)
- 2007 - Go (BPC160)
- 2008 - Sprung / Its (BPC176)
- 2008 - Out Remixes (BPC178)
- 2008 - Elphine Remixes (BPC181)
- 2008 - Ondu / Caress (BPC186)
- 2009 - Lover (BPC199)
- 2010 - Pump (BPC209)
- 2010 - Flashy Flashy (BPC216)
- 2011 - Dust Remixes Ep (BPC232)

### Mix CD
- 2001 - Flieg mit Ellen Allien ("Fly with Ellen Allien")
- 2002 - Weiss.Mix ("White mix")
- 2004 - My Parade
- 2007 - Fabric 34: Ellen Allien
- 2007 - Time Out Presents - The Other Side: Berlin
- 2007 - Bpitch Control Camping Compilation 03
- 2008 - Boogybytes, vol. 04
- 2010 - Watergate 05

### Remix
- 1996 - Gut-Humpe - Butterpump (Ellen Allien rmx)
- 1996 - Gut-Humpe - Butter (Ellen Allien dub)
- 2001 - Malaria! - Eifersucht (Ellen Allien rmx)
- 2001 - Miss Kittin & Goldenboy - Rippin Kittin (Ellen Allien rmx)
- 2001 - PeterLicht - Die Transsylvanische Verwandte Ist Da (Ellen Allien Fun Maniac mix)
- 2002 - Covenant - Bullet (Ellen Allien rmx)
- 2003 - Apparat - Koax (Ellen Allien rmx)
- 2003 - Barbara Morgenstern - Aus Heiterem Himmel (Ellen Allien rmx)
- 2003 - OMR - The Way We Have Chosen (Ellen Allien rmx)
- 2003 - Sascha Funke - Forms And Shapes (Ellen Allien rmx)
- 2003 - Vicknoise - Chromosoma 23 (Ellen Allien rmx)
- 2004 - Gold Chains - Let's Get It On (Ellen Allien rmx)
- 2004 - Gudrun Gut - Butterfly (Ellen Allien Butter dub mix)
- 2004 - Miss Yetti - Marguerite (Ellen Allien rmx)
- 2004 - Neulander - Sex, God + Money (Ellen Allien rmx)
- 2005 - George Thompson - Laid Back Snack Attack (Ellen Allien Via mix)
- 2006 - Audion - Just A Man (Ellen Allien rmx)
- 2007 - Beck - Cellphone's Dead (Ellen Allien rmx)
- 2007 - Louderbach - Season 6 (Ellen Allien Away rmx)
- 2007 - Safety Scissors - Where Is Germany And How Do I Get There (Ellen Allien Germany rmx)
- 2009 - Uffie - Pop The Glock (Ellen Allien Bang The Glock Mix 2009)